# Agape International Missions
Agape International Missions (AIM) est une organisation non gouvernementale à but non lucratif, non confessionnelle, qui travaille pour sauver, guérir et autonomiser les survivants du trafic sexuel au Cambodge,,,.

## Historique
AIM a été fondée par Bridget et Don Brewster, un ancien pasteur de l'Adventure Christian Church en Californie, en 1989, et a commencé ses activités au Cambodge en 2006. L'organisation a ouvert son premier centre d'accueil et de restauration pour les anciens enfants esclaves sexuels dans le village de Svay Pak, au Cambodge,,,,.

## Organisation et missions
AIM a du personnel en Californie et en Asie du Sud-Est et mène des initiatives de logement, d'éducation, de santé, d'emploi, de réadaptation et de soins communautaires au Cambodge. The AIM Apparel est un site de vente au détail qui vend des bijoux et d'autres produits fabriqués par des survivants et soutient les initiatives de l'organisation. AIM a reçu le sceau d'or de la transparence de GuideStar USA, Inc. en 2019. Charity Navigator a attribué à AIM la note la plus élevée de 4 étoiles sur 4 et une note de 100 sur 100 pour la responsabilité et la transparence.
AIM dispose d'une équipe SWAT, autorisée par le gouvernement cambodgien, qui mène des enquêtes, fait des descentes dans des lupanars et des établissements de sexe indirect (c'est-à-dire des cafés en plein air, des salons de massage, des salons, des bars de karaoké, des espaces de vente au détail et des sites non commerciaux), sauve des victimes de la traite sexuelle, et arrête les auteurs aux côtés des forces de l'ordre cambodgiennes,,. AIM sauve également des filles et des femmes victimes de trafic sexuel à destination de la Chine.
Les victimes secourues reçoivent un soutien, une éducation, des opportunités d'emploi, et plus encore, elles sont prises en charge afin de sortir de la  prostitution enfantine.